# Callidrepana
Callidrepana és un gènere de papallones nocturnes de la subfamília Drepaninae.

## Taxonomia
- Callidrepana albiceris (Swinhoe, 1907)
- Callidrepana amaura (Warren, 1901)
- Callidrepana argenteola (Moore, [1860])
- Callidrepana argyrobapta (Gaede, 1914)
- Callidrepana gelidata (Walker, [1863])
- Callidrepana gemina Watson, 1968
- Callidrepana heinzhuebneri Buchsbaum, Brüggemeier & Chen, 2014
- Callidrepana hirayamai Nagano, 1918
- Callidrepana jianfenglingensis Li, Hu & Wang, 2014
- Callidrepana macnultyi Watson, 1965
- Callidrepana micacea (Walker, 1862)
- Callidrepana nana Warren, 1922
- Callidrepana ovata Watson, 1968
- Callidrepana patrana (Moore, [1866])
- Callidrepana pulcherrima (Hampson, [1893])
- Callidrepana saucia Felder, 1861
- Callidrepana serena Watson, 1965
- Callidrepana splendens (Warren, 1897)
- Callidrepana vanbraeckeli Gaede, 1934